# Donatan
Donatan, egl. Witold Marek Czamara, er en polsk musiker og producer, der repræsenterede Polen ved Eurovision Song Contest 2014 sammen med sangerinden Cleo og nummeret "My, Słowianie".

## Biografi
Donatan er født den 2. september 1984 i Krakow. Han har haft stor succes på den polske hiphopscene siden 2002, og han blev i 2010 kåret som en af de bedste polske producere. Den 4. november 2013 udsendte han sammem med sangerinden Cleo sangen "My, Słowianie" (vi, slaverne), hvis musikvideo er blevet set mere end 38 millioner gange på YouTube. Den 25. februar 2014 meddelte den polske tv-station TVP, at Donatan og Cleo skulle repræsentere Polen ved Eurovision Song Contest i København med "My, Słowianie". Sangen gik videre fra den anden semifinale den 8. maj og nåede efterfølgende en 14. plads ved finalen to dage senere.